# Бургос-Дебре, Элисабет
Элисабет Бургос-Дебре (исп. Elizabeth Burgos-Debray) — венесуэльская журналистка, антрополог и историк, жена Режи Дебре.

## Биография
Родилась в 1941 году в Валенсии (Венесуэла). В ранней молодости присоединилась к левому движению и познакомилась со своим будущим мужем Режи Дебре, который приехал в Венесуэлу чтобы взять интервью у Дугласа Браво.
Посетила Колумбию, Эквадор, Перу (где была арестована по подозрению в связях с революционным движением) и Чили, где работала вместе с Сальвадором Альенде. В 1963—1964 годах вместе с Режи Дебре, по просьбе Фиделя Касто, исследует социо-политическую ситуацию в Боливии. Элисабет Бургос остается в Ла-Пасе, где работает в секретариате министерства горнорудной и нефтяной промышленности.
В 1966 году участвует в Конференции трех континентов в Гаване. После ареста Режи Дебре боливийскими властями в 1967 году выступает за его освобождение. Затем они поселяются во Франции, где Бургос оканчивает Высшую школу социальных наук.
В 1982 году помогает Ригоберте Менчу написать её знаменитую книгу «Меня зовут Ригоберта Менчу», а в 1997-м выступает редактором воспоминаний «Бениньо».